# Галатея со сферами
Галатея со сферами — картина Сальвадора Дали, написанная в 1952 году. Хранится в коллекции Театра-музея Дали в Фигерасе.

## Описание
Работа относится к ядерно-мистическому периоду творчества Дали, навеяна увлечением художника наукой и теорией атомного распада. Лицо Галатеи образует заполненная сферами фрагментированная среда, приобретающая на оси симметрии полотна необычную перспективу и трехмерный вид. Как объяснял Дали в своем «Манифесте антиматерии»:
В настоящее время внешний мир — мир физики — вышел далеко за пределы мира психологии. И теперь мой отец — доктор Гейзенберг.